# Kappa Arae
Désignations
Kappa Arae ou κ Arae  est une étoile géante de la constellation de l'Autel. Avec une magnitude apparente de 5,21, elle est faiblement visible à l'œil nu. Sur la base de la mesure de sa parallaxe annuelle par le satellite Gaia, l'étoile se trouve à environ ∼ 430 a.l. (∼ 132 pc) de la Terre. Elle s'en éloigne à une vitesse radiale héliocentrique de +18 km/s.

## Caractéristiques
Kappa Arae est une étoile géante jaune de type spectral G8 III. Son atmosphère s'est étendue jusqu'à environ 14 R☉. Elle rayonne de l'énergie dans l'espace à une température effective de 4 950 K.

## Compagnons optiques
Kappa Arae possède deux compagnons optiques de 13e magnitude, qui étaient situés à une distance angulaire de 47,7 et 41,3 secondes d'arc d'elle en 1999.